# سجاد گنج‌زاده
سجاد گنج‌زاده (زاده ۱۴ دی ۱۳۷۰) کاراته‌کا اهل ایران است. گنج زاده در رده های مختلف عضو تیم ملی ایران است. وی در مسابقات المپیک تابستانی ۲۰۲۰ که در توکیو برگزار شد موفق  به کسب مدال طلا شد. سجاد مدال طلای جهانی لینز ۲۰۱۶ را از آن خود کرد. وی یکی از پر افتخارترین کاراته کای های جهان به شمار میرود.        
سجاد گنج زاده در رده‌های مختلف تیم‌های ملی کاراته زیر نظر مربیان نام آشنایی همچون سید شهرام هروی، علیرضا کتیرایی، مجید عبدالحسینی، مهران بهنام‌فر، غلامرضا دباغیان،حسین روحانی فعالیت داشته‌است. او نخستین مدال طلای تاریخ ایران در نخستین حضور رشته کاراته را در المپیک ۲۰۲۰ توکیو کسب کرده‌است.
وی زاده اسلامشهر در استان تهران است، ولی پدر و مادر وی اصالتاً اهل منطقه بیله سوار در استان اردبیل می‌باشند.

### تیم ملی و اولین افتخار
وی از نوجوانی وارد تیم ملی شد و توانست در مسابقات قهرمانی نوجوانانی جهان در مراکش سال ۲۰۰۹ وقتی ۱۸ ساله بود مدال نقره را به گردن بیندازد
او سپس با تیم ملی بزرگسالان در سال ۲۰۱۲ برنز تیمی را در قهرمانی جهان بدست آورد و در همین سال برنز کاراته دانشجویان جهان را هم کسب کرد

### مسابقات قهرمانی جهان ۲۰۱۶
گنج زاده در مسابقات قهرمانی جهان سال ۲۰۱۶ در لینز اتریش، پس از شکست حریفانی از ولز، تونس، کرواسی، ماکائو و بوسنی راهی فینال شد و در این مرحله با حریف مراکشی، که مدال طلای امیدهای جهان را در کارنامه دارد، رقابت کرد و در نهایت با شکست این کاراته کا طلای وزن ۸۴+ کیلوگرم را از آن خود کرد. این مسابقه در وقت قانونی به تساوی رسید و در هانتی با رای داوران، گنج‌زاده پیروز مسابقه شد. گنج‌زاده پیش از این در سال ۲۰۱۴ در رقابت‌های جهانی آلمان مدال  نقره را کسب کرده بود.

### مسابقات قهرمانی جهان ۲۰۱۸
سجاد گنج زاده در رقابت‌های قهرمانی جهان سال ۲۰۱۸ که در اسپانیا برگزارشد در وزن +۸۴ کیلوگرم با شکست رقبایی از قرقیزستان، آمریکا، بلژیک، ترکیه و روسیه موفق شد به دیدار نهایی این رقابت‌ها صعود کند. در مبارزه پایانی گنج زاده مقابل جانان هورنه از آلمان به نتیجه ۲ بر ۵ رضایت داد و صاحب مدال   نقره شد.

### کسب سهمیه و مسابقات المپیک ۲۰۲۰ توکیو
گنج زاده در پایان لیگ کاراته وان سالزبورگ اتریش ۲۰۲۰، در رده سوم رنکینگ المپیکی وزن ۷۵+ کیلوگرم قرار گرفت و راهی المپیک توکیو شد. گنج‌زاده در دور نخست برابر ایوان کوسیچ دارنده مدال طلای جهان ۲۰۱۸ از کرواسی به روی تاتامی رفت و در پایان با نتیجه ۳ بر یک به برتری رسید. گنج‌زاده در ادامه مقابل طارق حمدی از عربستان به تساوی رسید و در سومین مبارزه نیز مقابل بریان ایر از آمریکا به برتری ۶ بر صفر رسید. او در بازی آخر دور گروهی با پیروزی برابر حریف کانادایی خود به عنوان صدرنشین گروه به مرحله نیمه نهایی رفت. وی در مرحله نیمه نهایی مقابل اوغور آکتاش دارنده مدال برنز جهان و نفر نخست رنکینگ از ترکیه به روی تاتامی رفت و در پایان در دیداری سخت و حساس با نتیجه ۲ بر ۲ و با امتیاز سانشو به برتری رسید و به فینال المپیک توکیو راه یافت.
گنج‌زاده با برتری مقابل طارق حمدی از عربستان به مدال  طلا رسید. وی در فینال به دلیل ضربه خطای کاراته کای عربستان سعودی به عنوان برنده مبارزه توسط هیئت داوران معرفی و قهرمان المپیک شد.

### مسابقات قهرمانی آسیا ۲۰۲۳
سجاد گنج زاده در اولین‌ مسابقه خود با نتیجه ۹ بر صفر مقابل کیت لاو از ماکائو به پیروزی رسید و دومین مسابقه خودش نیز با نتیجه ۱۰ بر یک مقتدرانه به پیروزی رسید.
نماینده وزن ۸۴+ کاراته کشورمان در سومین مسابقه خود مقابل طارق حمدی از عربستان قرار گرفت و در حالی که ۶ بر ۶ مساوی بودند با قانون سنشو (اولین امتیاز) نتیجه را واگذار کرد و راهی جدول شانس مجدد شد.
گنج زاده در جدول شانس مجدد با نتیجه ۹ بر یک رشیمیکا همس از سریلانکت را شکست داد و دیدار رده بندی موفق شد سلیمان المولا از امارات را با نتیجه ۵ بر صفر شکست دهد و صاحب مدال  برنز مسابقات قهرمانی آسیا ۲۰۲۳ شد.